# The Wake
A The Wake a kanadai Voivod zenekar tizennegyedik stúdióalbuma, amely a Century Media kiadónál jelent meg 2018. szeptember 21-én. A The Wake egy koncepcióalbum, amely egy sci-fi történetet mesél el a lemez nyolc dalában. Július 20-án mutatták be az albumról az első dalt, a lemeznyitó Obsolate Being-et. Szeptember 6-án az Always Moving klipje volt a második ízelítő, majd a nagylemez megjelenése előtt egy héttel került ki az Iconspiracy videóklipje, melyet a neves grafikus Costin Chioreanu készített. 2019-ben a The Wake albumot Kanadában Juno-díjra jelölték az Év metal/hard rock albuma kategóriában, és elnyerte a díjat.
Az album 2CD-s kiadásában a bónusz lemez tartalmazza az ugyanezzel a felállással rögzített 2016-os Post Society EP dalait, továbbá a 2018-as 70000 Tons of Metal utazó metalfesztiválon készült koncertfelvételeket.

## Az album dalai
| 1.    | Obsolete Beings       | 5:35  |
| 2.    | The End of Dormancy   | 7:42  |
| 3.    | Orb Confusion         | 6:00  |
| 4.    | Iconspiracy           | 5:16  |
| 5.    | Spherical Perspective | 7:41  |
| 6.    | Event Horizon         | 6:11  |
| 7.    | Always Moving         | 5:12  |
| 8.    | Sonic Mycelium        | 12:24 |
| 56:01 |                       |       |

## Közreműködők
Voivod
- Denis Belanger "Snake" – ének
- Michel Langevin "Away" – dobok
- Dan Mongrain "Chewy" – gitár
- Dominique Laroche "Rocky" – basszusgitár

Vonósnégyes
- Andrée-Anne Tremblay – hegedű
- Edith Fitzgerald – hegedű
- Sarah Martineau – brácsa
- Christelle Chartray – cselló

## Listás helyezések
| Albumlista(2018)                           | Legjobb helyezés |
| ------------------------------------------ | ---------------- |
| Belgium (Ultratop Vallónia)                | 94               |
| Egyesült Királyság (Scottish Albums)       | 87               |
| Magyarország (MAHASZ Top 40 albumlista)    | 32               |
| Németország (Offizielle Top 100)           | 26               |
| Svájc (Schweizer Hitparade Top 100 Albums) | 51               |
| USA Heatseekers Albums (Billboard)         | 8                |
| USA Top Tastemaker Albums (Billboard)      | 20               |